# 丛林肉

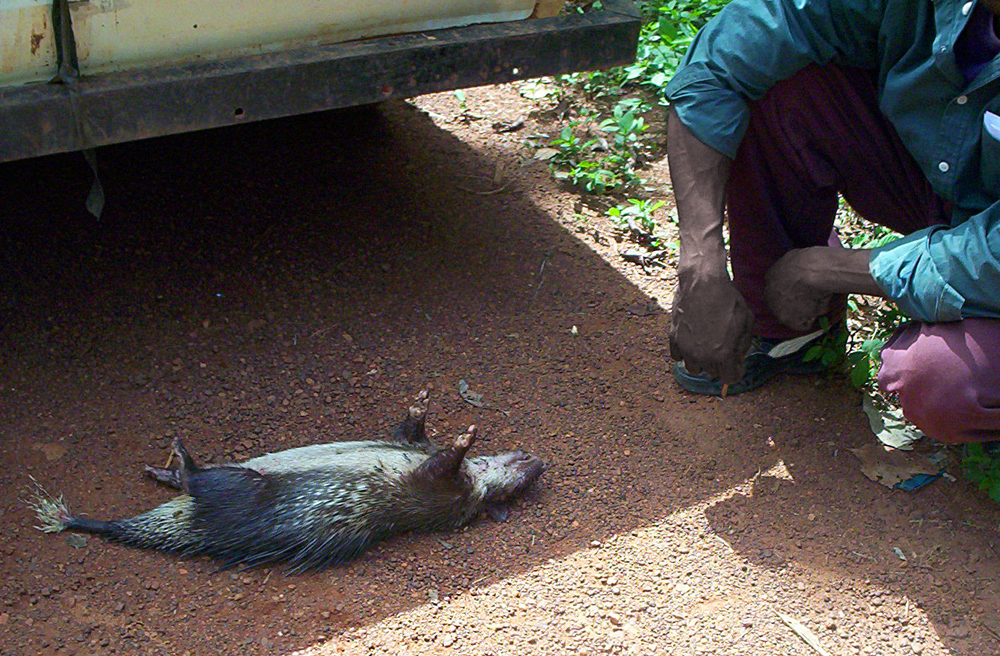
一隻喀麥隆的非洲種帚尾豪豬，準備拿來販賣。

丛林肉（英語：Bushmeat），是指各种从栖身于非洲地区的野生动物身上所获取的食用肉。现今，丛林肉更多地指从栖身于非洲大陆中、西部或更广阔地区的动物身上获取的肉，也用于描述从濒危猿类所获取的肉，山魈经常被人类当做丛林肉的索取对象。许多的国际环保组织和野生动物组织开始担忧这种滥捕现象，并指出丛林肉可能传染来自野生动物的病毒。

## 狩猎活动
以获取丛林肉为目的的狩猎活动普遍存在于全球各地，尤其是那些野生动物的捕杀已成为常态的地区。虽然许多西方学者和英语文献都更多地关注涉及类人猿的丛林肉交易活动，但事实是，丛林肉交易的内容几乎涉及了所有的野生物种。虽然许多猎手是以黑猩猩、大猩猩、倭黑猩猩和其它灵长目动物为目标的，但是从类人猿获取的丛林肉的总数只占丛林肉市场份额的1%。丛林肉的多产已经导致野生动物数量的急遽下降，也使动物栖息地流失或被破坏。如若这种狩猎活动得不到有效遏制，野生物种很可能会大量灭绝。被捕杀野生动物的数量之巨大使许多环保主义者和倡导保护权利和类人猿人格的人倍感压力。
丛林肉狩猎猖獗的问题现已被多国政府高度重视，多国政府对这种滥捕滥杀和生产丛林肉的行为持不支持或取缔的态度。以取缔丛林肉狩猎行为为目的的国际合作已经被发起，主要是美国、英国和加拿大的联手。

## 營養價值
聯合國糧食及農業組織指出：对野生动物肉类营养价值的研究表明，丛林肉即使不比家畜肉好，也是相当的。总的趋势是大多数野生动物品种的肉趋向于低脂肪，而蛋白质含量等于或优于牛肉、羊肉、鸡肉或猪肉，并且维生素含量高得多，更美味。

## 疾病傳染

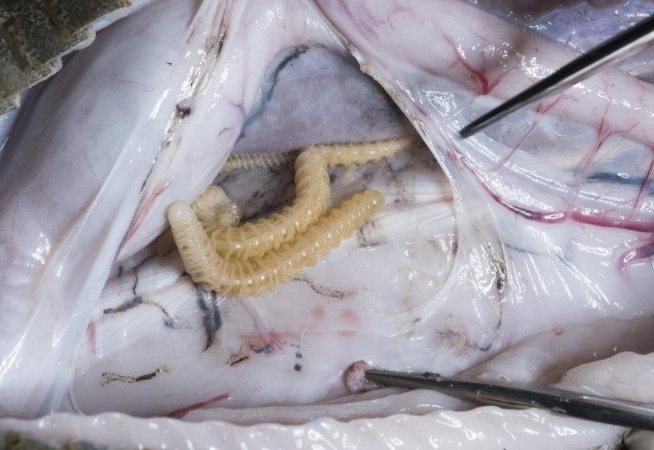
一隻準備作為叢林肉販售的犀噝蝰體內的大蛇舌蟲

許多疾病如結核病、漢生病、霍亂、天花、麻疹、流行性感冒、梅毒，被認為可能都是由於與動物接觸進而傳染給人類。而HIV-1、愛滋病、伊波拉出血熱、克雅二氏病則確定是由動物傳染給人類。1980年代，西非松鼠與紅腿太陽松鼠被確認為剛果民主共和國猴痘的傳染窩（Reservoir）。
於1990年代於剛果盆地與加彭爆發的伊波拉疫情被認為與食用黑猩猩及倭黑猩猩有關於中非被感染了人類嗜T淋巴球病毒的叢林肉獵人也時常與野生靈長類接觸。炭疽病的傳染來自於屠宰及食用有蹄類動物。比起運輸、烹煮、食用，屠宰動物時更有機會遭到血體液傳染病感染。
許多叢林肉獵人與交易者並無針對人畜共通傳染病的危險意識，並且間接的造成疾病蔓延。一項針對奈及利亞農村社區居民訪談發現55%的受訪者都知道人畜共通傳染病的危險性，但他們的教育以及文化傳統依然驅使他們去狩獵並食用叢林肉。

### 愛滋病
研究結果顯示，喀麥隆地區的野生黑猩猩感染有猴泡沫病毒並為HIV-1（引發人類愛滋病的原因病毒）的傳染窩。人類免疫缺陷病毒（HIV）具有多個病毒株，這代表其中發生了很多次跨物種傳播。黑猩猩體內的猴免疫缺陷病毒來自於白領白眉猴及大白鼻長尾猴。HIV被認為最早是透過接觸帶有病毒的叢林肉進而傳染給人類。

### 伊波拉
在2001年10月至2003年12月期間，在剛果與加彭邊境共爆發了五次伊波拉疫情。解剖屍體的結果發現，黑猩猩、大猩猩及騮毛小羚羊體內均具有病毒。伊波拉病毒被認為與叢林肉有關，而病毒的主要宿主為狐蝠。從1976年第一次爆發至2014年最嚴重的一次爆發期間，僅發生了30次的跨物種傳染，即使有大量的蝙蝠被屠宰並食用。而狐蝠在食用水果時，果漿及部分未食用完的水果會掉落至地面，陸生動物如大猩猩與小羚羊則會去取食這些水果，也因此於牠們體內都能發現有病毒的存在。2007年5月，於剛果中南部魯耶波爆發的伊波拉疫情被發現來自於當地的錘頭果蝠與富氏前肩頭果蝠族群，這些蝙蝠遷徙到魯耶波地區並以當地果樹上的水果為食，並被當地人宰殺來食用。2014年西非伊波拉病毒疫情的指示病例來自於居住在美良度（Meliandou）的兩歲男童，在有安哥拉犬吻蝠棲居的樹洞內玩耍後遭到感染。
於賴比瑞亞伊波拉疫情爆發時所做的研究顯示，社會經濟現況也會影響叢林肉的食用量。在爆發時，叢林肉的食用量明顯減少，然而食用時偏好的物種來源依舊相同。

### 寄生蟲
在喀麥隆，15種靈長類具有消化道寄生蟲，包括鞭蟲、內阿米巴蟲、蛔蟲、毛細線蟲、蟯蟲、絛蟲與微小阿米巴許多於剛果民主共和國販售的噝蝰屬蝮蛇體內均有大蛇舌蟲感染，對公共衛生造成威脅。